# Brahea decumbens
Brahea decumbens es una especie perteneciente a la familia de las palmeras (Arecaceae). Es originaria de México.

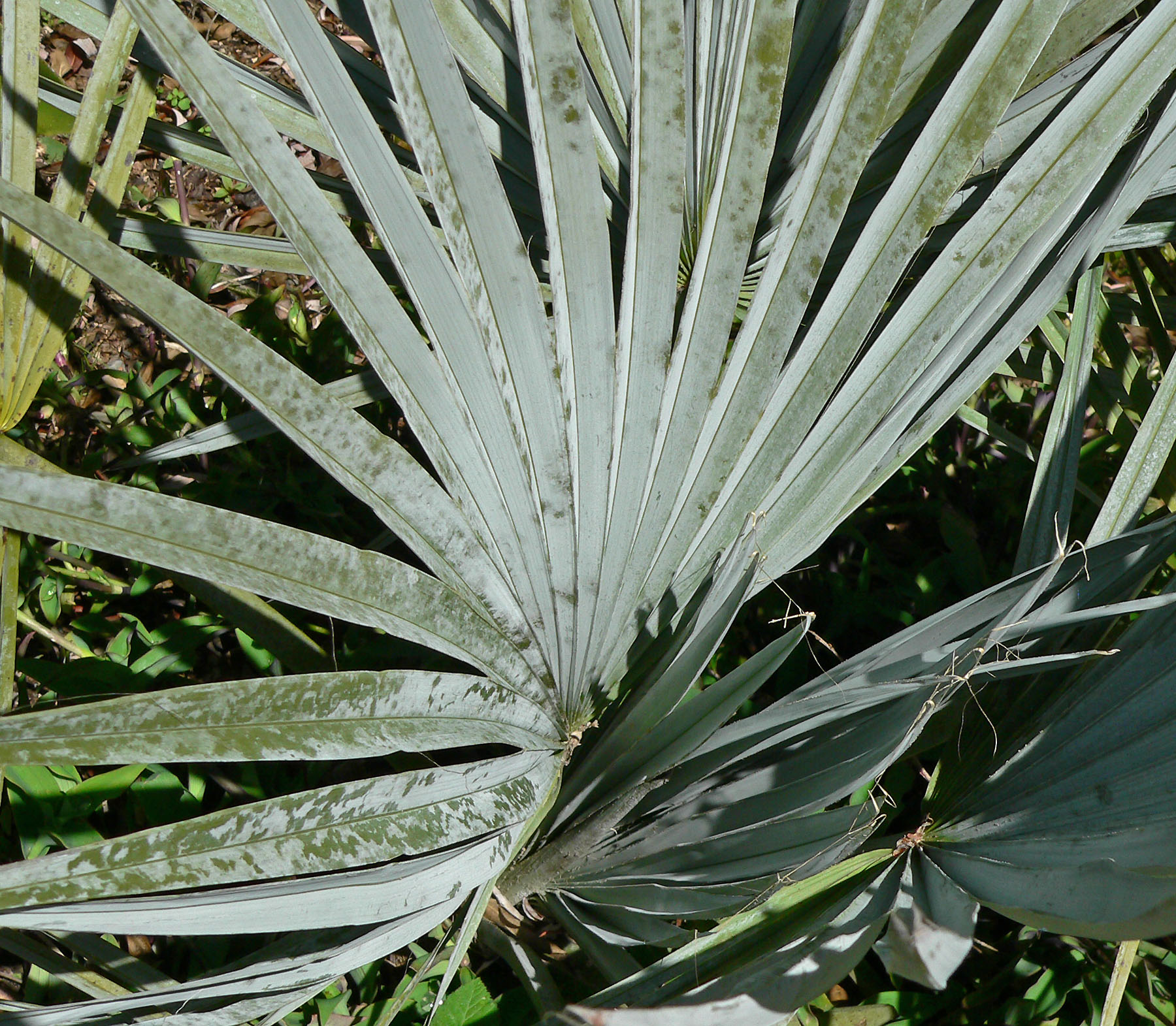
Detalle de las hojas azuladas adultas

## Descripción
Es una pequeña palmera de tronco decumbente (de aquí proviene su nombre), con una corona erecta y redondeada. Sus hojas son palmeadas y de un color azul verdoso. Los troncos pueden alcanzar un tamaño de 2 m de largo y suelen emitir hijuelos con hojas de color verde que hacen contraste con las hojas azuladas de los ejemplares adultos. Las inflorescencias son erectas y sobresalen por encima del follaje.

## Taxonomía
Brahea decumbens fue descrita por Jerzy Rzedowski y publicado en Ciencia (Mexico) 15: 89–90, f. 1. 1955.
Etimología
Brahea: nombre genérico otorgado en honor del astrónomo danés, Tycho Brahe (1546–1601).
decumbens: epíteto latino que significa "acostada".